# Chloraea volkmannii
Chloraea volkmannii là một loài thực vật có hoa trong họ Lan. Loài này được Phil. ex Kraenzl. mô tả khoa học đầu tiên năm 1904.